# Metropolia di Lipeck

Mappa dell'oblast' di Lipeck.

La metropolia di Lipeck (in russo Липецкая митрополия?) è una delle province ecclesiastiche che costituiscono la Chiesa ortodossa russa.
Istituita dal Santo Sinodo il 29 maggio 2013, comprende l'intera oblast' di Lipeck nel circondario federale centrale.
È costituita da 2 eparchie:
- Eparchia di Lipeck
- Eparchia di Elec

Sede della metropolia è la città di Lipeck, il cui eparca ha il titolo di "Metropolita di Lipeck e Zadonsk".